# Rio Claro
Rio Claro − miasto w południowo-wschodniej Brazylii (stan São Paulo). Liczba mieszkańców w 2010 roku wynosiła ok. 203 tys. W mieście rozwinął się przemysł spożywczy, włókienniczy oraz odzieżowy.

## Sport
W mieście mają siedzibę kluby piłkarskie Rio Claro FC i Velo Clube.

## Religia

### Kościół Katolicki
Kościół katolicki w gminie jest częścią Diecezja Piracicaba.

### Kościół Protestancki
W mieście obecne są najróżniejsze wyznania ewangeliczne, głównie zielonoświątkowe, w tym m.in. Zbory Boże Brazylii (największy kościół ewangelicki w kraju), i Zbór Brazylii.